# Cantón de Roulans
El cantón de Roulans era una división administrativa francesa, que estaba situada en el departamento de Doubs y la región de Franco Condado.

## Composición
El cantón estaba formado por veintitrés comunas:
- Bouclans
- Breconchaux
- Champlive
- Châtillon-Guyotte
- Dammartin-les-Templiers
- Deluz
- L'Écouvotte
- Glamondans
- Gonsans
- Laissey
- Le Puy
- Naisey-les-Granges
- Nancray
- Osse
- Ougney-Douvot
- Pouligney-Lusans
- Roulans
- Saint-Hilaire
- Séchin
- Val-de-Roulans
- Vauchamps
- Vennans
- Villers-Grélot

## Supresión del cantón de Roulans
En aplicación del Decreto nº 2014-240 de 25 de febrero de 2014, el cantón de Roulans fue suprimido el 22 de marzo de 2015 y sus 23 comunas pasaron a formar parte; veintiuna del nuevo cantón de Baume-les-Dames y dos del nuevo cantón de Besanzón-5.